# كريستيان ريد
كريستيان ريد (بالإنجليزية: Christian Reid)‏ (5 يوليو 1846، ساليسبري في الولايات المتحدة - 24 مارس 1920، ساليسبري في الولايات المتحدة)؛ روائية أمريكية.